# Akademickie Centrum Medyczne w Zabrzu
Akademickie Centrum Medyczne w Zabrzu (pot. Szpital Religi) – planowany, niezrealizowany szpital na granicy Zabrza i Gliwic, w zabrzańskiej dzielnicy Maciejów przy ul. Macieja Mielżyńskiego. Jego budowę rozpoczęto w roku 1977, jednak pozostał on niedokończony i został ostatecznie zburzony w 2014 roku.

## Geneza
Decyzja o budowie kompleksu szpitalnego zapadła na początku lat 70. XX wieku na podstawie uchwały Rady Ministrów. Miał to być największy szpital w Polsce. Służyć miał także wojskom sprzymierzonym w Układzie Warszawskim. Budowa trwała w latach 1978–1982 i po wykonaniu 12-piętrowego budynku w stanie surowym została wstrzymana z powodu braku pieniędzy. W 1997 roku budowę szpitala przejęła Śląska Akademia Medyczna. W 1999 roku inwestycję wznowiono, a Śląska Akademia Medyczna w Katowicach zapowiedziała budowę Akademickiego Centrum Medycznego – szpitala giganta na około 1200 łóżek za prawie miliard złotych, z wielkim kompleksem edukacyjnym i badawczym. Sejm wprowadził szpital gigant do budżetu państwa jako inwestycję centralną. Inwestorem bezpośrednim było Ministerstwo Zdrowia, ale już w 2001 roku ówczesny minister Mariusz Łapiński wykreślił jej finansowanie z budżetu w roku następnym. W związku z tym ŚAM podjęła próby sprzedaży nieukończonych budynków razem z otaczającą go 42 hektarową działką, lecz nie zgłosił żaden nabywca. W związku z tym na początku 2011 podjęto decyzję o wyburzeniu obiektów, władze Zabrza wydały decyzję pozytywną w tym samym roku, natomiast Ministerstwo Skarbu zwlekało z nią dwa lata. Ostatecznie w 2013 po uzyskaniu niezbędnych pozwoleń ogłoszono przetarg na prace rozbiórkowe, które wygrała firma Przedsiębiorstwo Budowlane Miazga. Do prac przystąpiono w lutym 2014 i trwały one przez 180 dni.